# ジェフ・オギルビー
ジェフ・オギルビー（Geoff Ogilvy, 1977年6月11日 - ）は、オーストラリア・アデレード出身のプロゴルファー。2006年の全米オープンゴルフ優勝者である。世界ランキング自己最高位は4位（2009年3月）。イギリス王室の「アングス・オギルビー」（Sir Angus Ogilvy）の遠縁であることも知られている。身長188cm、体重82kg。

## 経歴
7歳からゴルフを始め、1998年にプロ入り。2000年末にアメリカPGAツアーの「クオリファイイング・スクール」（通称 Q-School, シード権獲得のための資格試験）に合格し、2001年からPGAツアーに参戦を開始する。2005年2月27日、「トゥーソン・クライスラー・クラシック」でPGAツアー初優勝。この年は全英オープンで5位タイ、全米プロゴルフ選手権で6位タイに入った。
2006年2月最終週に行われた世界ゴルフ選手権第1戦の「アクセンチュア・マッチプレー選手権」決勝で、オギルビーはデービス・ラブ3世を破って初優勝を飾り、初めてのビッグ・タイトルを獲得した。4ヶ月後の全米オープンは、アメリカ・ニューヨーク州ママロネックにある「ウィングド・フット・ゴルフクラブ」（パー70、7264ヤード）で行われた。6月18日の最終ラウンドで、オギルビーは首位タイの2人と1打差からスタートし、72（2オーバー）で回って最終スコアを 5 オーバーパー（+5, 285ストローク）にまとめた。最終組の1組前で回ったオギルビーがスコア・カードの提出を終えた後、最終18番ホール（パー4、504ヤード）を首位の 4 オーバーで迎えていたフィル・ミケルソンが土壇場でダブルボギーのミスを犯し、最終スコアを 6 オーバーパー（+6, 286ストローク）に落としたため、オギルビーのメジャー大会初優勝が決定した。オーストラリアのプロゴルファーがメジャー大会で優勝したのは、1995年の全米プロゴルフ選手権を制したスティーブ・エルキントン以来11年ぶりの快挙であった。
2007年のアクセンチュア・マッチプレー選手権で2年連続2度目の決勝に進出したが、2月25日の決勝でヘンリク・ステンソン（スウェーデン）に敗れた。2008年3月のCA選手権で優勝し、世界ゴルフ選手権シリーズで2勝目を挙げる。2009年は年頭の開幕戦メルセデス・ベンツ選手権で優勝した後、再びアクセンチュア・マッチプレー選手権の決勝に進み、ポール・ケーシー（イングランド）を 4 アンド 3 で圧倒し、3年ぶり2度目のマッチプレー優勝を果たした。これにより、オギルビーは世界ランキングを自己最高の4位に上げた。

## プロ優勝

### PGAツアー
| Legend                       |
| Major championships (1)      |
| World Golf Championships (3) |
| Other PGA Tour (4)           |

| No. | 年月日      | トーナメント                             | スコア                | 打差    | 2位(タイ)                                                  |
| --- | ----------- | ---------------------------------------- | --------------------- | ------- | ---------------------------------------------------------- |
| 1   | 27 Feb 2005 | クライスラー・クラシック・オブ・ツーソン | −19 (65-66-67-71=269) | Playoff | マーク・カルカベッキア, ケビン・ナ                         |
| 2   | 27 Feb 2006 | アクセンチュア・マッチプレー選手権       | 3 & 2                 | 3 & 2   | デービス・ラブ3世                                          |
| 3   | 28 Jun 2006 | 全米オープン                             | +5 (70-71-72-72=275)  | 1打差   | ジム・フューリク, フィル・ミケルソン, コリン・モンゴメリー |
| 4   | 24 Mar 2008 | WGC-CA選手権                             | −17 (65-67-68-71=271) | 1打差   | ジム・フューリク, レティーフ・グーセン, ビジェイ・シン     |
| 5   | 11 Jan 2009 | メルセデス・ベンツ選手権                 | −24 (67-68-65-68=268) | 6打差   | アンソニー・キム, デービス・ラブ3世                        |
| 6   | 1 Mar 2009  | アクセンチュア・マッチプレー選手権       | 4 & 3                 | 4 & 3   | ポール・ケーシー                                           |
| 7   | 10 Jan 2010 | SBS選手権                                | −22 (69-66-68-67=270) | 1打差   | ロリー・サバティーニ                                       |
| 8   | 3 Aug 2014  | バラクーダ選手権                         | 49点 (16-7-12-14=49)  | 5点差   | ジャスティン・ヒックス                                     |

### オーストラレーシアPGAツアー
- 2008 全豪プロゴルフ選手権
- 2010 オーストラリアン・オープン

### その他
- 1998 タスマニアンオープン
- 2009 テラス・スキンズゲーム